# 678

## Evenimente

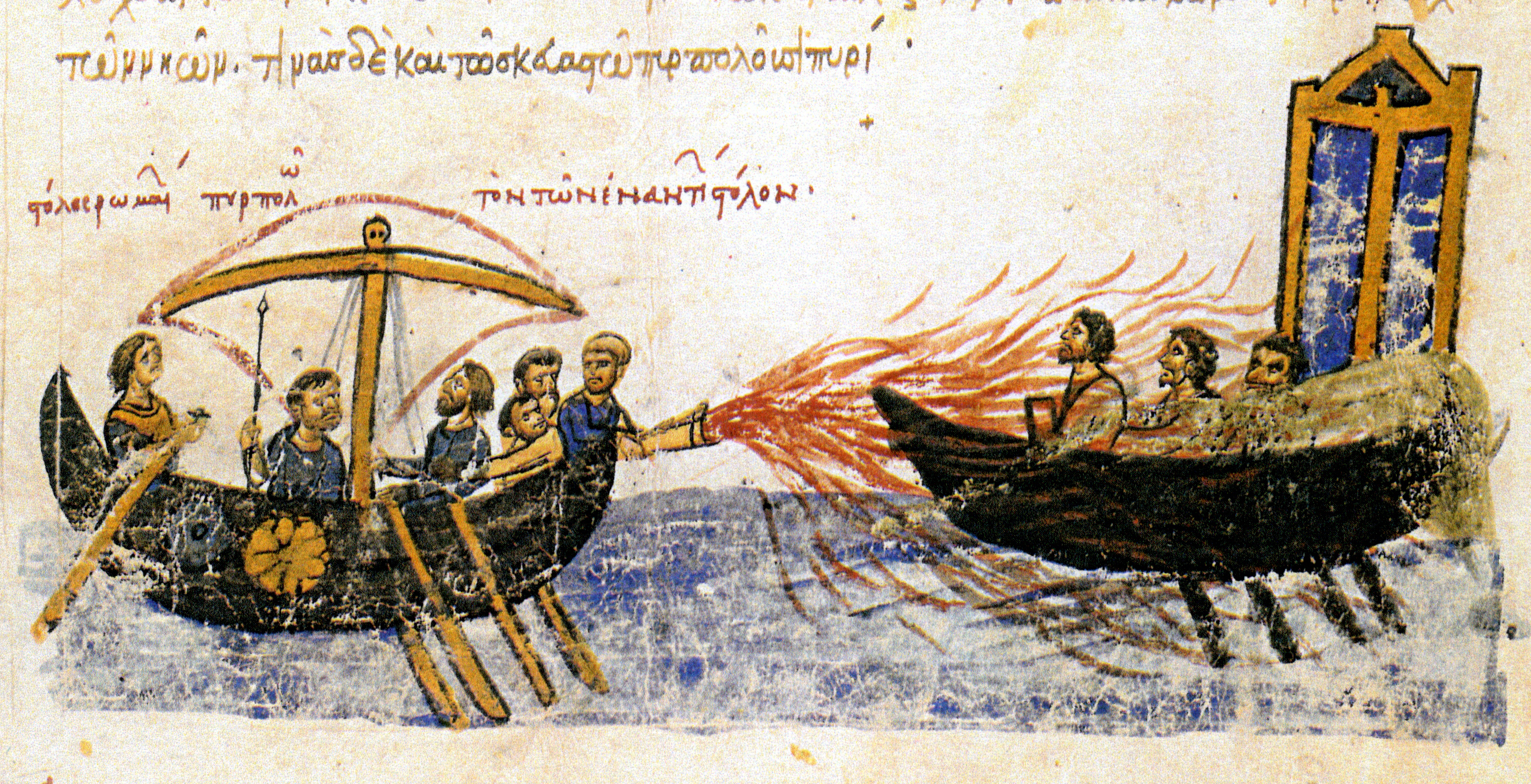
Focul grecesc

- Primul Asediu Arab al Constantinopolului se termină în acest an (674-678), când grecii au folosit pentru prima dată focul grecesc (o substanță explozivă/inflamabilă).

## Decese
- Yc6ey8